# Yamaha NS-10
Yamaha NS-10 је звучник који је постао стандард студијских монитора, пре свега код продуцената рок и поп музике. Први пар ових звучника изашао је у продају 1978. године као обичан звучник за кућну употребу. На том почетку овај модел није био прихваћен, али касније су корисници схватили да је то драгоцени звучник намењен продукцији рок музике.
Технички, то је био звучник који лако отрива грешке у снимању музике.

## Историја
Креиран је 1978. године као хај-фај звучник за кућну употребу, и на самом почетку овај звучник био је лоше прихваћен. Међутим, 2001. године инжењери снимања звука поставили су овај модел за референтни студијски монитор.
Данас се овај модел може видети у свим озбиљнијим студијима широм света, о томе говори и податак да је продато преко 200.000 пари овог модела. Јамаха је престала да производи овај модел 2001. године, наводећи проблеме са набавком одговарајуће пулпе дрвета, од које су правили мембране звучника. Иако је престала њихова производља, овај пар звучника и даље може да се нађе у сваком студију широм света.

## Дизајн и конструкција
Овај звучник има кућиште димензија 382 x 215 x 199 mm, тежине 6 килограма. Прва верзија овог звучника била је вертикално оријентисана са решетком преко мембране за високе фреквенције. По дизајну овај звучник је препознатљив због боје - црно кућиште и бела мембрана.
Фреквенцијски опсег који покрива овај звучник је од 60 херца до 20.000 херца, и има снагу од 25-50 вати.

## Препознатљив звук
Поседује такву фреквенцијску карактеристику да се верује да ако неки снимак звучи добро на њему, онда би требало да звучи добро и на свим осталим звучницима. Међутим, иако може да открије проблеме приликом снимања, који су неприметни на другим звучницима, такво слушање може бити врло напорно за слушаоца када ради са њима више сати у континуитету.
Иако се сматра референтним звучником, овај модел заправо нема савршено раван фреквенцијски опсег. Звук је израженији на средњим фреквенцијама, а на ниским фреквенцијама је ограничен као и други звучници те величине. Разлог за појачање средњих фреквенција је тај што је то најкритичнији део спектра за људско уво.